# Riu Kuban

Conca del Kuban.

El Kuban (en nogai Kuman; en txerkès Phshiz; en rus Кубань, pronunciat [kuˈbanʲ]) és un riu del Caucas, un dels quatre grans rius de la regió. Corre pel krai de Krasnodar (uns 660 km) passant també per la república de Karatxai-Txerkèssia, el territori de Stavropol i la república d'Adiguèsia. El seu curs total és de 870 km. Neix a la zona del mont Elbrús a 4.071 metres, i les tres fonts (Khurzuk, Ulu-Kam i Uç Kulan) s'uneixen abans d'arribar al congost que porta a la plana; desguassa per dues branques, una (Protoka) a la badia de Temriuk a la mar d'Azov, i l'altra, la principal, es reparteix entre la Mar d'Azov i la mar Negra; és navegable fins a Krasnodar. la seva conca supera els 50.000 km².
Els afluents principals per l'esquerra són: Daut, Teberdà, Bolxoi Zeléntxuk, Mali Zeléntxuk, Urup, Labà, Bélaia, Pxix, Psékups, Afips, Adagum, Aptxas i altres menors. Cap és important per la dreta.
El riu fou esmentat ja per Heròdot amb el nom Hípanis (Hypanis), que no s’ha de confondre amb el riu homònim que també desemboca al Pont Euxí. Els cosacs del Kuban van agafar el nom del riu. Les ciutats principals al seu curs són Karatxàievsk, Txerkessk, Nevinnomissk, Armavir, Ust-Labinsk, Krasnodar i Temriuk.